# Ritter der Königin
Ritter der Königin ist eine Manhwa-Serie der Zeichnerin Kim Kang-won. Sie lässt sich dem Genre des Sunjeong zuordnen und handelt von dem Mädchen Yu-Na, dass aufgrund eines Versprechens in Fantasma als Königin den Frühling bringen soll. Der Schauplatz ist das Schloss Neuschwanstein.

## Handlung
Die 15-jährige Yu-Na leidet sehr darunter, dass ihre Mutter in Deutschland lebt. Außerdem ärgert sie sich ständig über ihre drei nervigen Brüdern, die sie vor jedem beschützen wollen. Außerdem will ihre Klassenkameradin Marie Park ihr ihren leichtgläubigen Schwarm Ga-Hyun So ausspannen und sie bei ihm schlecht machen. Sie flüchtet aus Korea und beschließt zu ihrer Mutter nach Bayern zu reisen. Bei einem Besuch des Schloss Neuschwanstein stürzt sie in die Pöllatschlucht, wird aber von einem jungen Ritter in mittelalterlichen Kleidern gerettet. Er will im Gegenzug für den Heimweg nach Hause, dass Yu-Na mit ihm kommt und die Königin von Fantasma wird und den Frühling zurückholt. Sie reist allerdings zurück nach Korea und vergisst den Vorfall, bis der Mann in ihren Träumen auftaucht und sie auffordert, zurückzukommen. Als sie ein halbes Jahr später erneut ihre Mutter in Deutschland besucht, taucht der Ritter wieder auf und nimmt Yu-Na mit nach Fantasma.
Yu-Na findet sich auf einer Mittelalterlichen Burg im tiefsten Winter wieder, auf der nur der Ritter, der sich als Rieno vorstellt, und sein Pferd Faffner wohnen. Rieno erklärt Yu-Na, dass sie nun die Königin von Fantasma (einem Paralleluniversum zu unserer Welt) ist und nur sie den Frühling zurückbringen kann, indem sie glücklich wird. Rieno ist der einzige, der im Winter wach ist, während alle anderen Menschen dank des Himmels-Schlafmittels in einem tiefen Schlaf versunken sind. In dieser Zeit muss Reno eine neue Königin finden, die den Frühling wieder zurück nach Fantasma holen kann.
Yu-Na hält Rieno für einen verrückten Entführer und versucht zu fliehen, indem sie Rieno eine große Dosis von dem Himmels-Schlafmittel gibt. Während ihrer Flucht bemerkt sie allerdings, dass sie sich nicht in ihrer Welt befindet, verirrt sich im Schnee und wird von dunklen Wesen angegriffen, bis sie sich kaum noch bewegen kann und beinahe erfriert. Zum Glück kommt in diesem Moment Rieno angeritten, der eigentlich immun ist gegen das Schlafmittel und nur wegen der hohen Dosis kurz ohnmächtig war, und rettet Yu-Na.
Yu-Na arrangiert sich fürs Erste mit ihrem Schicksal und bleibt bei Rieno, mit dem sie sich, trotz seiner unterkühlten Art immer besser versteht, bis nach und nach der Frühling einkehrt.
Nachdem der Schnee verschwunden und alles aufgeblüht ist, taucht eine Retterin, die sich als Hermine vorstellt, mit ihrem Gefolge auf Rienos Burg auf und nimmt Yu-Na mit nach Elisanne, der Hauptstadt Fantasmas, wo sie gekrönt werden soll. Yu-Na wehrt sich und will bei Rieno bleiben. Rieno kommt daraufhin in Yu-Nas Zimmer, wo sie sich einschließt und küsst sie. Hierbei flößt er ihr wieder das Himmels-Schlafmittel ein, damit Hermine sie mit nach Elisanne nehmen kann.
In Elisanne angekommen, bekommt Yu-Na drei Schutzritter. In erster Linie sind sie dazu da, die Königin zu entlieben. Da alle anderen Bewohner Fantasmas im Winter schliefen, waren Yu-Na und Rieno alleine, so dass Yu-Na sich, wie alle anderen Königinnen vor ihr, in ihn verliebte. Wegen dieser Liebe kam der Frühling und dieser bleibt für immer bestehen, wenn Yu-Na sich in einen der Schutzritter verliebt. Yu-Na muss sich auch gegen Premierminister Kent und die böse Prinzessin Libera durchsetzen, weil Libera die Königin sein und Rieno als ihren Ritter nehmen will.

## Charakter
Heinrich Hartwig (kor. Leon): Er ist der stärkste Ritter in seinem Dorf Hochburg und wurde durch einen Wettbewerb ein Schutzritter. Er verliebt sich in Yu-Na. Außerdem kommen aus Hochburg und aus seiner Familie die größten Weiberhelden Fantasmas. Er ist sehr lebhaft und regt sich schnell auf.
Friedrich Fürst (kor. Ehren Fürst): Er ist der Stammhalter des größten Fürstentums, der Familie Fürst. Er ist der Neffe von Premierminister Kent und sollte eigentlich diesen Platz einnehmen, aber die Leute sagten, er sei zu jung hierfür. Er ist so alt wie Yu-Na und verliebt sich ebenfalls in sie. Auch er ist einer der Schutzritter. Sein Vater und er hatten das Himmelschlafmittel genommen, um im Winter zu schlafen, aber nur Friedrich wachte wieder auf.
Ludwig Licht (kor. Schiller Licht): Er ist bekannt dafür der größte Frauenverführer Fantasmas zu sein und kann göttlich Harfe spielen. Er sieht aus wie eine wunderschöne Frau und selbst Heinrich ist auf ihn reingefallen. Er wurde bei einer Verlosung gezogen und hat so den Job als Schutzritter bekommen. In seinen Adern fließt etwas Feenblut.
Premierminister Kent: Er hat Friedrich den Platz als Minister weggenommen und verurteilte die Freunde von Friedrichs Vater einen nach dem anderen. Er ist ein Handlanger von Prinzessin Libera.
Prinzessin Libera: Sie ist die schönste und anmutigste Frau in Fantasma und ist vom höheren Rang als die Königin selbst. Sie beansprucht Rieno für sich. Sie hat außerdem eine Vogelhorde und will die Königin vertreiben. In ihren Adern fließt das Blut der vorigen Königin.

## Veröffentlichungen
Ritter der Königin erschien in Korea zwischen 1997 und 2005 in Einzelkapiteln im Manhwa-Magazin Party. Diese Einzelkapitel wurden in 17 Bänden abschließend zusammengefasst. Von August 2005 bis November 2007 verlegte Tokyopop die Bände in deutscher Sprache.
Zugleich erscheint die Serien seit November 2004 bei Tokyopop auf Englisch.